# Lijst van bekende diamanten

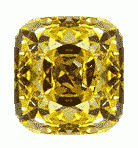
De Allnatt

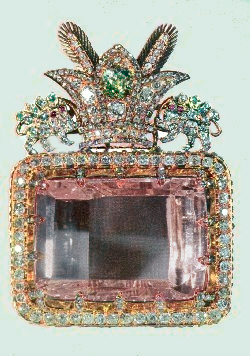
Darya-ye Noor

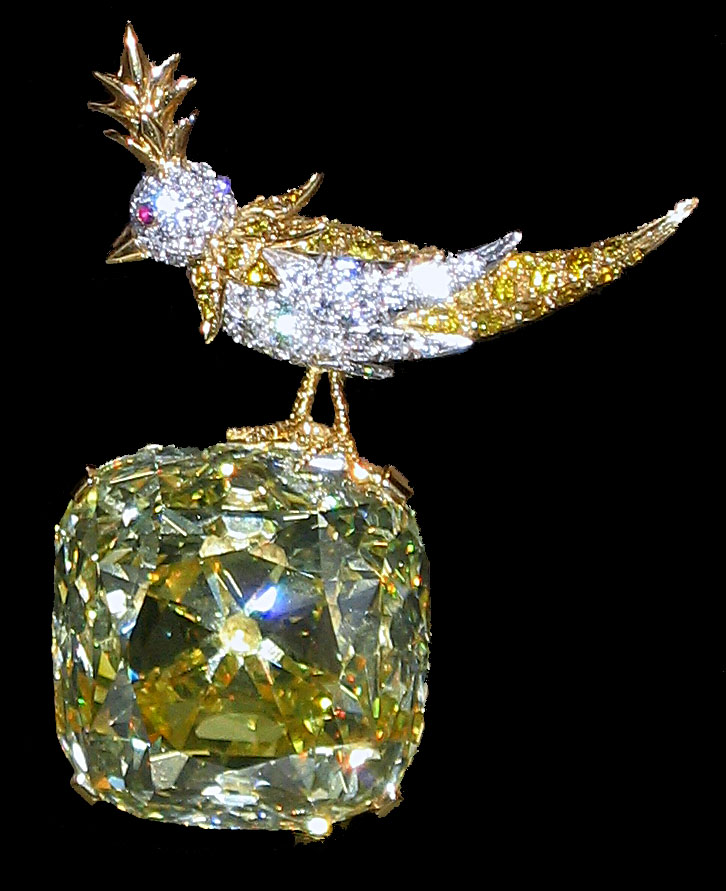
Tiffany Yellow Diamond

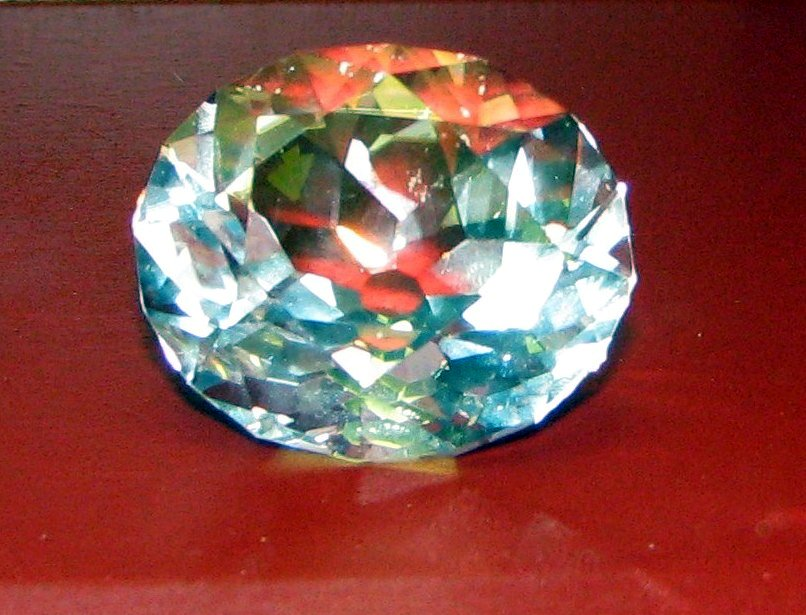
Koh-i-Noor (replica)

In deze lijst van bekende diamanten staat een aantal van de grootste of zeldzaamst gekleurde diamanten. Enkele bekende diamenten hebben een naam gekregen. Vaak gaat het om de naam van een eigenaar, maar de naam van de Koh-i-Noor, een van de bekendste diamanten in de wereld, betekent bijvoorbeeld "berg van licht".
De kleur van kleurdiamant wordt meestal in het Engels beschreven. Dit internationale gebruik is in dit artikel overgenomen.

## Lijst
- Aartshertog Joseph-diamant
- Akbar shah, een verloren gegane grote diamant.
- Allnatt-diamant, een grote Fancy Vivid Yellow-diamant.
- Alrosa Spectacle-diamant, een type IIA diamant van 101 karaat (oorspronkelijk 207 karaat) gevonden in Rusland in 2006.[1]
- Agra-diamant
- Amsterdam-diamant, een 33,74 karaat (6,748 gram) wegende zwarte diamant. De steen werd in 2001 voor $352.000 verkocht. Een dergelijke steen dankt zijn kleur aan de insluitsels van koolstof. De diamant is bros en bijna niet te slijpen. Ook de belangrijkste eigenschap van diamanten, de dubbel gebroken gereflecteerde lichtweerkaatsing ontbreekt bij deze op een zwart stukje glas lijkende steen. Het is opmerkelijk dat een diamantslijper de steen heeft kunnen zagen en slijpen.
- Ashberg-diamant
- Belofte van Lesotho, woog 603 karaat (120,6 gram), het is de op 14 na grootste diamant en de op 9 na grootste bekende witte diamant. De ruwe diamant werd gesplitst in 26 diamanten, de grootse weegt 75 karaat.
- Beau Sancy, 34,98 karaat, niet te verwarren met de Sancy
- Blue Heart-diamant
- Briolette van India
- Bruine van Lesotho, weegt 601 karaat (120,2 gram).
- Centenary-diamant, is 's werelds grootste kleurloze (klasse D) loepzuivere diamant.
- Chloe-diamant of "Pure perfection", deze grootste ooit geveilde briljantgeslepen diamant werd in 2007 op een veiling gekocht door de spijkerbroekfabrikant Georges Marciano. Hij betaalde $16,2 miljoen en noemde de steen naar zijn dochter. Het slijpen van de steen duurde twee jaar.
- Cullinan, deze steen was de grootste ooit gevonden diamant en woog 3106,75 karaat (621,35 gram). De Amsterdamse diamantslijperij Asscher wist de steen te kloven en sleep 105 diamanten waaronder de Cullinan I of Great Star of Africa van 530,2 karaat (106,04 gram) en de Cullinan II of Lesser Star of Africa van 317,4 karaat (63,48 gram). Deze stenen prijken in de Britse kroonjuwelen. De Asschers mochten de kleinere stenen houden als loon.
- Darya-ye Noor, weegt 182 karaat (36,4 gram). Het is de grootste “pale-pink” diamant ter wereld, onderdeel van de Perzische kroonjuwelen.
- Deepdene, deze diamant is de grootste kunstmatig gekleurde steen.
- Dresden Green-diamant, een van nature groene steen.
- Dresden White-diamant
- Dresden Yellow-diamant
- Dudley-diamant of "Ster van Zuid-Afrika".
- Empress Eugenie-diamant
- Eureka, de eerste diamant gevonden in Zuid-Afrika.
- Excelsior-diamant, dit was lange tijd de grootste diamant ter wereld. De steen is iets kleiner dan de Cullinan.
- Farnese Een zeldzame blauwe diamant, omdat hij als huwelijkscadeau werd gegeven aan Elisabetta Farnese. De steen bleef eeuwenlang in het bezit van de familie Bourbon maar verdween rond 1918 spoorloos. In 2018 dook de steen weer op.[2]
- Florentiner, 137,27 karaat (27,45 gram), een verdwenen gele diamant die aan de Habsburgers toebehoorde.
- Golden Jubilee, 545,67 karaat (109,13 gram) deze in 2007 door koning Bhumibol van Thailand gekochte diamant verdrong de Cullinan van haar positie als grootste diamant.
- Graff Blue-diamant
- Great Chrysandemum-diamant
- Great Mogul-diamant
- Gruosi-diamant
- Heart of Eternity-diamant, de grootste Fancy Vivid Blue-diamant.
- Hopediamant, een Fancy Dark Grayish-Blue-diamant. Waarschijnlijk is dit de "Grote blauwe diamant van de kroon" die ooit door Lodewijk XIV werd gekocht.
- Hortensia-diamant
- Idol's Eye
- Incomparable-diamant, weegt 407,48 karaat (81,496 gram), het is een goudkleurige diamant geslepen uit een 890 karaat wegende steen.
- Jacob-diamant 184,5 karaat (36,90 gram), of ook Imperial-diamant en Victoria-diamant genoemd.
- Jones-diamant
- Jubilee-diamant, eerder bekend als de Reitz-diamant, de op 5 na grote steen van de wereld.
- De Rode Kazanjian, een rode steen van 5 karaat.
- Kimberley-diamant
- Koh-i-Noor, waarschijnlijk de bekendste en de kostbaarste edelsteen, bekend sinds 1526. De steen wordt bewaard in de Tower in Londen.
- Lepelmaker, weegt ongeveer 86 karaat (17,2 gram), in het Topkapımuseum in Istanboel.
- Millennium Star, weegt 203 karaat (40,6 gram), de steen is loepzuiver en is de op een na grootste kleurloze diamant.
- Moussaieff Red-diamant, de grootst bekende Fancy Vivid Red.
- Mouna-diamant
- Nassak-diamant
- Nepal-diamant
- Nizam-diamant
- Nur-Ul-Ain-diamant
- Ocean Dream-diamant, de enige Fancy Deep Blue-Green.
- Oppenheimer-diamant, een van de grootste ongeslepen diamanten van de wereld.
- Black Orlovdiamant, een steen uit India, die ooit het oog van een Hindoeïstisch beeld zou zijn geweest.
- Paragon-diamant
- Pink Star, met 59,6 karaat (11,9 gram) de zwaarste roze diamant. Werd in 2013 geveild voor 55 miljoen euro.[3]
- Porter Rhodes-diamant, weegt 53 karaat (10,6 gram), een kleurloze Asschersteen.
- Portugese diamant
- Premier Rose-diamant, weegt 137,02 karaat (27,4 gram).
- President Vargas
- Pumpkin-diamant, waarschijnlijk de grootste Fancy Vivid Orange.
- Red Cross-diamant
- Regent, eerder in het bezit van Lodewijk XV, Lodewijk XVI en Napoleon Bonaparte, nu in het Louvre.
- Sancy, in het Louvre.
- Shah-diamant, gele diamant, gevonden rond 1450 in India, nu in het Kremlin.
- Spiegel van Portugal, ook wel de Mazarin III genoemd. Een waarschijnlijk verloren gegane diamant.
- Spirit of de Grisogono, grootste geslepen zwarte steen.
- Star of Arkansas
- Star of Africa, naam van twee van de diamanten die overbleven na het kloven van de Cullinan (zie boven).
- Star of the East, weegt 95 karaat (19 gram).
- Star of the South
- Steinmetz Pink-diamant, de grootste Fancy Vivid Pink.
- Stuart-diamant, in het bezit van het Huis van Oranje
- Taylor-Burton-diamant
- Tiffany Yellow-diamant
- Uncle Sam-diamant, de grootste in de Verenigde Staten gevonden diamant.
- Young Red-diamant, de op drie na grootste rode diamant.